# Cabreúva
Cabreúva is een gemeente in de Braziliaanse deelstaat São Paulo. De gemeente telt 42.700 inwoners (schatting 2009).